# Nimbina
Nimbina es un compuesto químico clasificado como triterpenoide aislado de Azadirachta indica (árbol del neem). Nimbina se cree que es responsable de gran parte de las actividades biológicas de neem, y se dice que tiene propiedades antiinflamatorias, antipiréticas , antifúngicas , antihistamínicas y antisépticas.